# Рудольф Карш
Рудольф Карш (нім. Rudolf Karsch, 26 грудня 1913 — 11 грудня 1950) — німецький велогонщик.
Бронзовий призер Олімпійських Ігор 1936 року в гіті на 1 км.